# Beenmergonderzoek
Bij een beenmergonderzoek wordt onderzoek gedaan op beenmerg. Beenmerg bevindt zich in de beenderen die een sponsachtige structuur hebben. In het beenmerg bevinden zich allerlei typen cellen die voornamelijk als voorlopercellen of stamcellen van de verschillende bloedcellen kunnen worden gezien.
Vanuit deze jonge stamcellen die zich voornamelijk in het sponzige been bevinden ontwikkelen, of differentiëren, zich specifieke cellen die naarmate ze ouder of rijper worden aan de bloedcirculatie worden afgegeven. De vorming van bloedcellen wordt hematopoëse genoemd.
Gedurende de neonatale periode omvat de hematopoëtische activiteit bijna het gehele sponsachtige bot. Bij het vorderen van de leeftijd neemt deze activiteit langzaam af en trekt zich terug in vooral de platte beenderen. In de niet-actieve gebieden blijft dan vetmerg achter.
Als er door omstandigheden een verhoogde bloedcelaanmaak nodig is dan kan zich de activiteit weer uitbreiden over het gehele skelet en zelfs op plaatsen actief worden waar het van oorsprong niet voorkomt (extramedullaire expansie).

## Indicaties voor beenmergonderzoek
Beenmergonderzoek wordt vaak aangevraagd bij:
- Onbegrepen anemie (bloedarmoede)
- Leukopenie (tekort aan witte bloedcellen)
- Leukocytose (teveel aan witte bloedcellen)
- Trombopenie (tekort aan bloedplaatjes)
- Trombocytose (teveel aan bloedplaatjes)
- Uitbreiding van een tumor elders in het lichaam (lymfomen of solide tumoren)
- Na een allogene  stamceltransplantatie (chimerisme-onderzoek)

## Verkrijgen van beenmerg
Beenmerg wordt verkregen met een zogenaamde beenmergpunctie. Hiervoor wordt het sponsachtige bot door middel van een holle naald aangeprikt. De beste plaats om het bot aan te prikken is de bovenste bekkenkam (Spina Illiaca Posterior Superior), soms wordt ook het borstbeen (sternum) gekozen.
Het gebied wordt eerst ontsmet (met bijvoorbeeld povidonjodium) en vervolgens wordt de huid en beenvlies plaatselijk verdoofd (met lidocaïne). Bot zelf kan niet verdoofd worden, daarom is een beenmergpunctie een pijnlijke procedure. Soms wordt daarom een licht sederend middel gebruikt (bijvoorbeeld midazolam, bekend als het roesje). Meestal wordt tijdens een punctie zowel weefsel opgezogen (aspiraat) en weggeboord (biopt). Het botkolommetje dat in de holle naald aanwezig is kan eventueel gebruikt worden als botbiopt.
De arts steekt eerst een aspiratienaald door het weefsel heen tot het bot wordt bereikt. Vervolgens wordt met draaiende beweging de naald door de harde buitenkant (botcortex) van het bot geduwd. Als de naald het merg heeft bereikt, wordt een spuit aan de naald gezet om weefsel op te zuigen. De naald wordt tijdens het opzuigen bewogen om te zorgen dat er niet te veel bloed in het monster komt.
Vervolgens wordt vaak een biopt van het botweefsel genomen. Een grotere naald (een trepaan die lijkt op een heel kleine appelboor) wordt door het weefsel gestoken en vastgezet op de cortex. Vervolgens wordt er met een draaiende beweging een cilindrisch, solide biopt van het merg gemaakt. Samen met de naald wordt het biopt verwijderd.
Het opgezogen materiaal is een mengsel van bloed en beenmergbrokjes en dient zo snel mogelijk ontstold te worden waarna preparaten gemaakt kunnen worden waarop verschillende beenmergkleuringen worden uitgevoerd. Daarnaast kan met het ontstolde materiaal een immunofenotypering gedaan worden met behulp van flowcytometrie of cytogenetisch onderzoek.
Na de ingreep moet de patiënt soms 10-15 minuten op de plek van het biopt liggen, zodat bloeding wordt verminderd door de druk.
Het onderzoek wordt door de meeste patiënten enigszins akelig bevonden. Het opzuigen van het merg kan een trekkend of zelfs (zeer) pijnlijk gevoel veroorzaken en het boren in botweefsel kan ongemakkelijk of pijnlijk aanvoelen.